# The Jethro Tull Christmas Album
Albums de Jethro Tull
Living with the Past
(2002) Nothing Is Easy: Live at the Isle of Wight 1970
(2004)
The Jethro Tull Christmas Album est le vingt-et-unième album studio du groupe britannique de rock Jethro Tull. Il est sorti en 2003 sur les labels indépendants RandM Records (en) au Royaume-Uni et Fuel 2000 aux États-Unis.
Comme son titre l'indique, il tourne autour du thème de Noël et se compose de chants de Noël traditionnels comme God Rest Ye Merry, Gentlemen, de nouvelles versions d'anciennes chansons de Jethro Tull comme A Christmas Song et de compositions inédites d'Ian Anderson.
La réédition de l'album sortie en 2009 inclut un deuxième CD, Christmas at St Bride's 2008, enregistré en concert à l'église Sainte-Bride de Londres.

## Fiche technique

### Chansons
Toutes les chansons sont écrites et composées par Ian Anderson, sauf mention contraire.
| No  | Titre                          | Auteur                                                | Durée |
| --- | ------------------------------ | ----------------------------------------------------- | ----- |
| 1.  | Birthday Card at Christmas     |                                                       | 3:37  |
| 2.  | Holly Herald                   | traditionnel arrangé par Ian Anderson                 | 4:16  |
| 3.  | A Christmas Song               |                                                       | 2:47  |
| 4.  | Another Christmas Song         |                                                       | 3:31  |
| 5.  | God Rest Ye Merry, Gentlemen   | traditionnel arrangé par Ian Anderson                 | 4:35  |
| 6.  | Jack Frost and the Hooded Crow |                                                       | 3:37  |
| 7.  | Last Man at the Party          |                                                       | 4:48  |
| 8.  | Weathercock                    |                                                       | 4:17  |
| 9.  | Pavane                         | Gabriel Fauré, arrangé par Ian Anderson               | 4:19  |
| 10. | First Snow in Brooklyn         |                                                       | 4:57  |
| 11. | Greensleeved                   | traditionnel arrangé par Ian Anderson                 | 2:39  |
| 12. | Fire at Midnight               |                                                       | 2:26  |
| 13. | We Five Kings                  | John Henry Hopkins Jr. (en), arrangé par Ian Anderson | 3:16  |
| 14. | Ring Out Solstice Bells        |                                                       | 4:04  |
| 15. | Bourée (en)                    | Jean-Sébastien Bach, arrangé par Ian Anderson         | 4:25  |
| 16. | A Winter Snowscape             | Martin Barre                                          | 4:57  |

| 1.  | Weathercock                                           |                                                      | 4:41  |
| 2.  | Introduction: Rev. George Pitcher / Choir: What Cheer | William Walton                                       | 3:32  |
| 3.  | A Christmas Song                                      |                                                      | 3:19  |
| 4.  | Living in These Hard Times                            |                                                      | 3:44  |
| 5.  | Choir: Silent Night                                   | traditionnel                                         | 3:06  |
| 6.  | Reading: Ian Anderson, Marmion                        | Walter Scott                                         | 2:17  |
| 7.  | Jack in the Green                                     |                                                      | 2:33  |
| 8.  | Another Christmas Song                                |                                                      | 3:56  |
| 9.  | Reading: Gavin Esler, God's Grandeur                  | Gerard Manley Hopkins                                | 1:50  |
| 10. | Choir: Oh, Come All Ye Faithful                       | traditionnel                                         | 3:50  |
| 11. | Reading: Mark Billingham, The Ballad of The Breadman  | Charles Causley (en)                                 | 3:33  |
| 12. | A Winter Snowscape                                    | Martin Barre                                         | 3:39  |
| 13. | Reading: Andrew Lincoln, Christmas                    | John Betjeman                                        | 3:12  |
| 14. | Fires at Midnight                                     |                                                      | 3:38  |
| 15. | We Five Kings                                         | John Henry Hopkins Jr., arrangé par Ian Anderson     | 3:19  |
| 16. | Choir: Gaudete                                        | traditionnel arrangé par Ian Anderson                | 3:39  |
| 17. | God Rest Ye Merry, Gentlemen / Thick as a Brick       | traditionnel arrangé par Ian Anderson / Ian Anderson | 10:25 |

### Musiciens

#### Jethro Tull
- Ian Anderson : chant, flûte traversière, flûte de bambou, guitare acoustique, mandoline, piccolo, percussions
- Martin Barre : guitare électrique, guitare acoustique
- Jonathan Noyce : basse
- Andrew Giddings : claviers, clavecin, accordéon
- Doane Perry : batterie, percussions

#### Musiciens supplémentaires
- James Duncan : batterie supplémentaire, percussions
- Dave Pegg : basse supplémentaire, mandoline
- The Sturcz String Quartet :
  - Gábor Csonka : premier violon
  - Péter Szilágyi : second violon
  - Gyula Benkő : alto
  - András Sturcz : violoncelle (leader)